# Scuola regionale veneta per la sicurezza e la polizia locale
La Scuola regionale veneta per la sicurezza e la polizia locale, istituita con la legge regionale n. 24 del 23.11.2006, pubblicata sul BUR n. 103 del 28.11.2006 della Regione Veneto, è strutturata come agenzia, ente di diritto pubblico strumentale. È preposta alla formazione, aggiornamento, qualificazione e specializzazione in materia di sicurezza e polizia locale, quale espressione della cooperazione tra Regione ed enti locali.
La Scuola realizza un sistema flessibile di formazione di base e permanente, in conformità alle esigenze degli enti locali e alla funzione di coordinamento regionale, e persegue i seguenti obiettivi:
1. formazione di base;
2. formazione, aggiornamento, riqualificazione e specializzazione per operatori di polizia locale in servizio, nonché formazione specifica per i tutor e formazione dei formatori;
3. attuazione di ogni altra iniziativa formativa, di documentazione, di ricerca, comunicazione e informazione, anche a carattere divulgativo e culturale;
4. consulenza e supporto in materia di sicurezza e polizia locale a favore della Regione e degli enti locali.

Ha sede principale a Padova in passaggio L. Gaudenzio 1.
Dal mese di aprile 2012 non è più attiva perché il direttore è stato trasferito a capo della  Polizia provinciale di Padova.